# Jessica Samuelsson (Leichtathletin)
Jessica Eva Katarina Samuelsson (* 14. März 1985 in Nacka) ist eine ehemalige schwedische Siebenkämpferin.

## Sportliche Laufbahn
2005 nahm Jessica Samuelsson an den U23-Europameisterschaften in Erfurt teil und wurde dort Achte. Bei den U23-Europameisterschaften zwei Jahre später belegte sie am Ende Rang 13. Bei den Weltmeisterschaften 2007 wurde sie 29. Beim Hypo-Meeting 2008 wurde sie 15. 2009 beim Hypo-Meeting wurde sie Dreizehnte, bei der Sommer-Universiade erste und bei den Weltmeisterschaften Siebzehnte. 2010 belegte sie bei den Europameisterschaften in Barcelona den zehnten Platz.
2011 stellte sie bei den Halleneuropameisterschaften ihre Bestleistung von 4497 Punkten auf und wurde damit Fünfte. Die Weltmeisterschaften in Daegu beendete sie auf dem 16. Platz. 2012 erreichte sie Platz sechs bei den Europameisterschaften in Helsinki. Bei den Olympischen Sommerspielen in London erzielte sie die höchste Punktezahl ihrer Karriere und belegte am Ende Rang 14. Ihr letztes internationales Großereignis waren die Europameisterschaften in Zürich, die sie aber nicht mehr beendete. Ende 2016 verlautbarte sie, dass sie ihre Profikarriere beende.
In ihrer Karriere gewann sie bei schwedischen Meisterschaften über 30 Medaillen in 10 verschiedenen Sportarten.
Im Jahr 2010 wurde sie mit den 'Stor Grabb' (zu Deutsch: Großer Junge) für ihre sportlichen Erfolge ausgezeichnet. Des Weiteren ist Samuelsson mit dem schwedischen Sprinter Johan Wissman liiert.

## Persönliche Bestleistungen
- 100 Meter: 12,27 s, 23. August 2008 in Sävedalen
  - 60 Meter (Halle): 7,64 s, 6. Februar 2010 in Stockholm
- 200 Meter: 23,86 s, 26. Mai 2012 in Götzis
- 400 Meter: 54,50 s, 15. Juli 2006 in Sollentuna
- 400 Meter Hürden: 58,67 s, 3. August 2003 in Norrtälje

### Siebenkampf
- 6300 Punkte, 4. August 2012, London

| Disziplin    | Ergebnis    | Punkte |
| ------------ | ----------- | ------ |
| 100 m Hürden | 13,58 s     | 1039   |
| Hochsprung   | 1,77 m      | 941    |
| Kugelstoßen  | 14,18 m     | 806    |
| 200 m        | 24,25 s     | 957    |
| Weitsprung   | 6,18 m      | 905    |
| Speerwurf    | 42,02 m     | 706    |
| 800 m        | 2:11,31 min | 946    |

### Fünfkampf
- 4497 Punkte, 4. März 2011 in Paris

| Disziplin   | Ergebnis    | Punkte |
| ----------- | ----------- | ------ |
| 60 m Hürden | 8,63 s      | 989    |
| Hochsprung  | 1,74 m      | 903    |
| Kugelstoßen | 14,32 m     | 815    |
| Weitsprung  | 6,04 m      | 862    |
| 800 m       | 2:12,55 min | 928    |